# フォルテ摂津

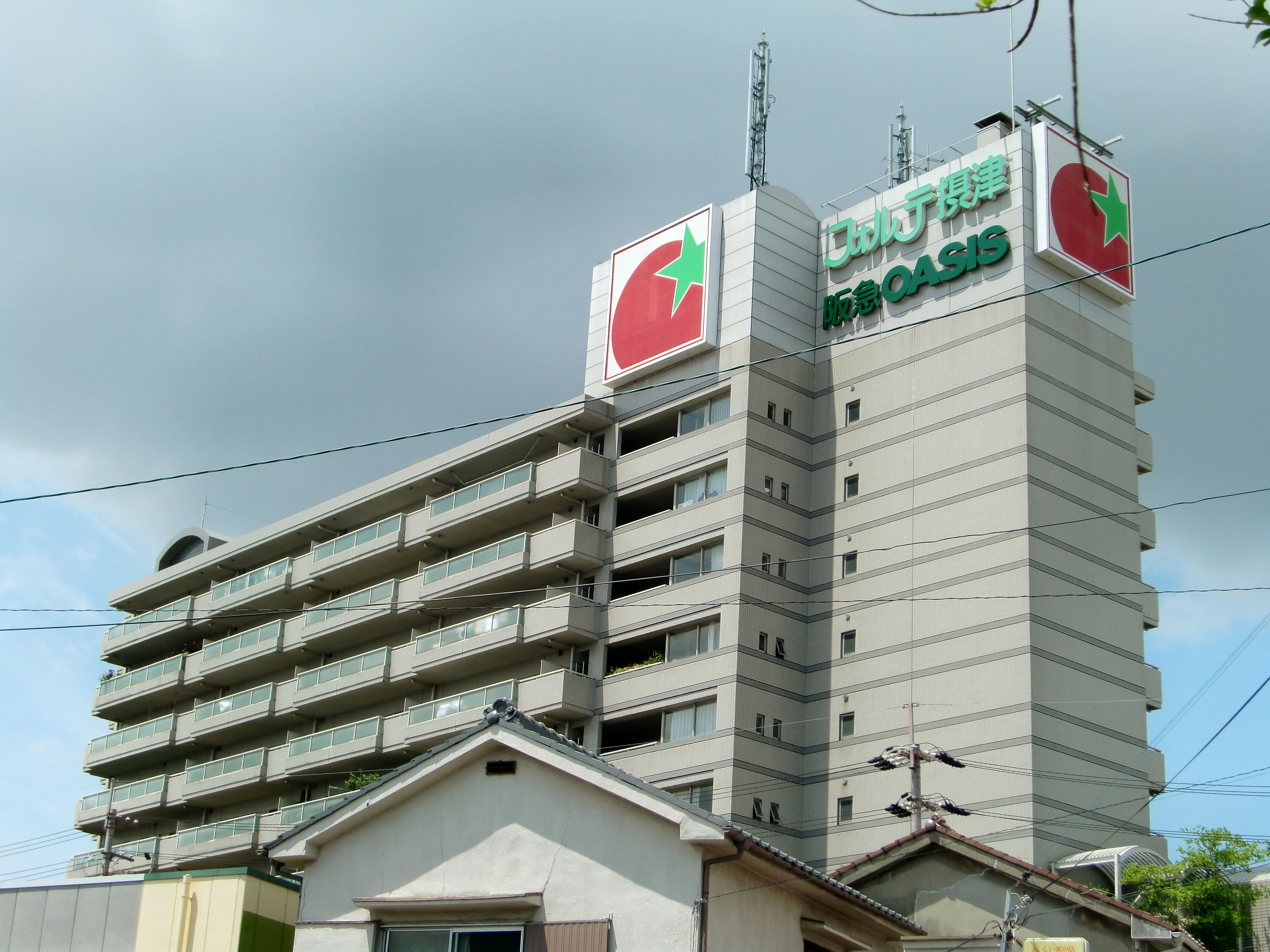
フォルテ摂津

フォルテ摂津（フォルテせっつ）は、大阪府摂津市千里丘東にある、JR千里丘東口駅前再開発事業の一環として建設された複合商業施設及びマンションである。

## 概要
JR京都線千里丘駅前に立地し、駅からは連絡通路でつながっている。

## 沿革
- 1992年（平成4年）3月25日 - フォルテ千里丘開店。

## 主なテナント
- 阪急オアシス（B1階）
  - 2009年3月13日付で阪急ニッショーストアより業態転換
- りそな銀行（1階）
- ヒグチ（2階）
- ゲオ（2階）
- ジャパンギフトサービス（2階）

## 過去に存在したテナント
- チケットキング（2008年4月閉店）
- 不二家（2008年7月31日閉店）